# Estadio Amaan
El Estadio Amaan (en inglés: Amaan Stadium; también deletreado Amani ) es un estadio de fútbol ubicado en la ciudad de Zanzíbar, en el país africano de Tanzania. Actualmente se utiliza sobre todo para los partidos de fútbol de los clubes de la Primera División de Zanzíbar. El estadio tiene capacidad para 15.000 personas. 
La instalación fue construida con la ayuda del gobierno chino y abrió sus puertas en 1970. El estadio fue el lugar de la ceremonia, el 5 de febrero de 1997, que unió el Partido Afro-Shirazi y la Unión Nacional Africana de Tanganica en el Chama cha Mapinduzi (Partido de la Revolución de Tanzania).

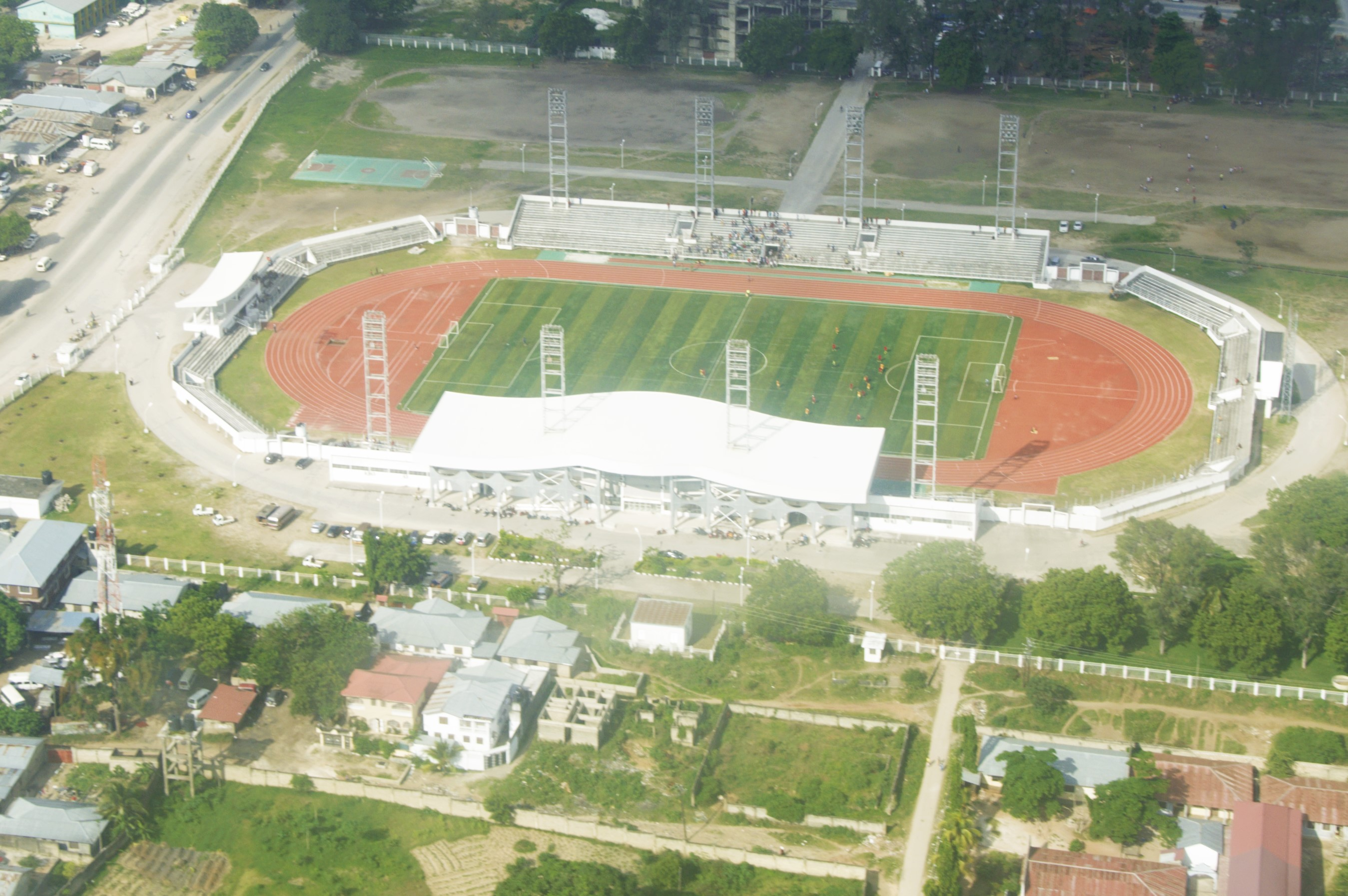
Imagen aérea
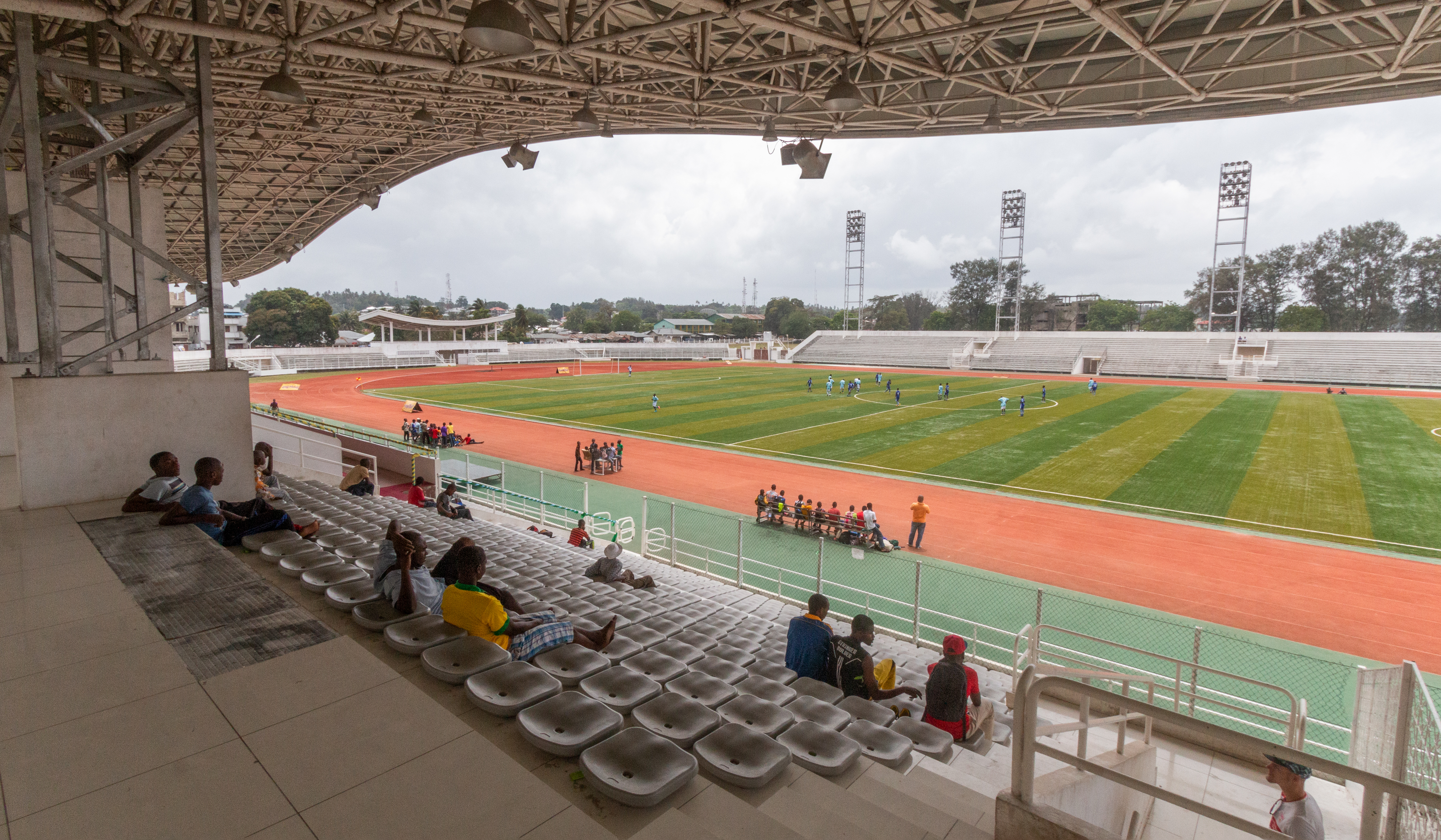